# Нопэрапон, или По образу и подобию
«Нопэрапон, или По образу и подобию» — фантастический роман Генри Лайона Олди (Дмитрия Громова и Олега Ладыженского), впервые изданный в 1999 году.

## Сюжет
В романе присутствуют две совершенно не пересекающиеся сюжетные линии: история семьи основателя японского театра Но Дзэами Дабуцу, который жил в XV веке:34, и живущего на рубеже XX—XXI веков ничем не примечательного харьковчанина В. Монахова, который внезапно обрёл способность одним неуклюжим ударом калечить и убивать признанных мастеров единоборств. Главные герои романа — сами авторы: харьковчане Дмитрий Громов и Олег Ладыженский — явились связующим элементами между этими двумя сюжетными линиями. О деятеле средневекового японского театра они пишут, а происшествия, связанные с неожиданным даром Монахова, расследуют.
Умение побеждать противника в заведомо неравных поединках становится для Монахова похожим на проклятие царя Мидаса, который превращал всё в золото одним прикосновением: Монахов боится прикасаться к людям из-за риска их покалечить. На помощь ему приходит Учитель, возвращающий блудного сына на путь истинный:35.

## Литературные особенности
В романе «Нопэрапон» очень отчётливо звучит тема писателя и писательского труда. Рассуждения о писательском труде содержат немало искренности, пережитого и прочувствованного. Эпизоды общения героев с «читательскими массами», с завсегдатаями харьковской книжной балки проникнуты горькой иронией. Роман также содержит немало мелких деталей, связанных с особенностями работы творческого тандема Олди над его произведениями, с обстоятельствами жизни и быта Дмитрия Громова и Олега Ладыженского:34. Критик В. Владимирский отмечает, что «читается книга с большим интересом — уже хотя бы потому, что, выводя самих себя в таком качестве, авторы вольно или невольно вынуждены писать о том, что им особенно дорого и близко».
Япония XV века в романе показана зримо и поэтично, описания сценических действ подаются профессионально — сказывается опыт Ладыженского, в недавнем прошлом театрального режиссёра, и актёрский опыт Громова:34. Роман — своеобразный гимн театру, актёрской профессии. Однако главное в романе — не сюжет и не мораль, гораздо важнее игра слов и смыслов, эмоциональный настрой, атмосфера, создающаяся вокруг каждого из героев.

## Интересные факты
- Нопэрапон (яп. のっぺら坊 Noppera-bō, ноппэра-боо), другие названия — «ноппэра-бо», «зумбера-бо», — сверхъестественное существо в японской мифологии, разновидность ёкай. Днём нопэрапона трудно отличить от человека, ночью же вместо лица у него гладкий лиловый шар; также порой утверждается, что на икрах его ног находится сотня глаз. По-видимому, нопэрапон испытывает особое наслаждение, пугая людей. Появляется он всегда неожиданно, но никогда не нападает на своих жертв, а только пугает их и оттого по-настоящему опасен лишь для людей со слабым сердцем[3]:35.